# Rauchen (Band)
Rauchen ist eine deutsche Hardcore-Punk- und Powerviolence-Band aus Hamburg.

## Geschichte
Die Band veröffentlichte 2017 auf digitalen Wegen im Eigenverlag ihre EP Tabakbörse, die im Folgejahr von Zeitstrafe auf Vinyl neu aufgelegt wurde. 2019 folgte bei dem Label dann das Debütalbum Gartenzwerge unter die Erde mit 10 Stücken. Die Band spielte erst zwei Tage nach der Veröffentlichung der Vinyl-EP ihr erstes Konzert, dem bis zum Erscheinen des Debütalbums rund 40 weitere folgten. Gartenzwerge unter die Erde wurde dann in rund 12 Stunden ohne Overdubs aufgenommen.
Zur Besetzung gehört mit Philipp Oppenhäuser ein ehemaliger Mitarbeiter der Dortmunder Musikzeitschrift Visions.

## Stil
Bei Krachfink wurde die Musik des Debütalbums als „düstere Hardcore-Punkrockgefilde“ bezeichnet. Für ihre Musik werde die Band „keinen Schönheitspreis gewinnen, alles wird roh gezockt und schnörkellos dargeboten“, hieß es weiter. Bei Bierschinken wird die Band in die Hardcore-Punk-/Powerviolence-Schublade gesteckt. Die stimmliche Leistung beschränkt sich dabei auf „gutturalen Schreigesang“, der es Autoren wie Ulrike Meyer-Potthoff vom Alternative-Music-Webzine Terrorverlag unmöglich macht, den Lesern etwas über die Inhalte der Band zu berichten. Felix ten Thoren verweist angesichts des „schwerverständlichen Gekreische(s)“ auf die  Beinahme eines Textblatts, um die eigentlichen Inhalte nachvollziehen zu können. Hätte „man sie denn mal entziffert“, ließen die Texte „den Einfallsreichtum ihrer Titel häufig missen“, schreibt er weiter.

## Diskografie
- 2017: Tabakbörse (MP3-EP im Selbstverlag, 2018 als 12"-EP auf Zeitstrafe)
- 2019: Gartenzwerge unter die Erde (Zeitstrafe)